# Jeżewice (województwo kujawsko-pomorskie)
Jeżewice – wieś w Polsce położona w województwie kujawsko-pomorskim, w powiecie żnińskim, w gminie Łabiszyn.

## Demografia
W latach 1975–1998 miejscowość administracyjnie należała do województwa bydgoskiego. Według Narodowego Spisu Powszechnego (III 2011 r.) liczyła 121 mieszkańców. Jest trzynastą co do wielkości miejscowością gminy Łabiszyn.

## Dawna nazwa
W czasie zaborów miejscowość ta nosiła nazwę Jezewo Hauland (Jeżewskie Ol.), czyli Jeżewskie Olędry. W roku 1921 rozporządzeniem z 25 lutego 1921 r. nastąpiła zmiana nazwy na Jeżewice.